# San Antonio del Mezquite
San Antonio del Mezquite är en ort i Mexiko.   Den ligger i kommunen Santo Domingo och delstaten San Luis Potosí, i den centrala delen av landet, 500 km nordväst om huvudstaden Mexico City. San Antonio del Mezquite ligger 2 081 meter över havet och antalet invånare är 385.
Terrängen runt San Antonio del Mezquite är lite kuperad. Runt San Antonio del Mezquite är det mycket glesbefolkat, med 2 invånare per kvadratkilometer. Närmaste större samhälle är Zaragoza, 13,0 km sydost om San Antonio del Mezquite. Omgivningarna runt San Antonio del Mezquite är i huvudsak ett öppet busklandskap.